# Alexander Heidler
Alexander Heidler (1. prosince 1916, Praha – 3. srpna 1980, Mnichov, Německo) byl český katolický kněz, teolog a publicista. Řadu let byl redaktorem náboženského vysílání Rádia Svobodná Evropa.

## Mladá léta
Heidler pocházel z významné a zámožné pražské rodiny, měl čtyři sestry (Alenu, Hanu, Ludmilu a Marii) a bratra Ivana (zahynul za války). Absolvoval akademické gymnázium v Praze. Vysokoškolská studia zahájil v Římě na Lateránské univerzitě, kde studoval na filozofické fakultě (1935–36). Na přání kardinála Karla Kašpara se vrátil do Prahy na teologickou fakultu Univerzity Karlovy. Od té doby se datovalo jeho přátelství s tehdejším profesorem a pozdějším arcibiskupem a kardinálem Josefem Beranem.
V červnu 1941 byl Alexander Heidler vysvěcen na kněze. Po vysvěcení působil jako kaplan na Zbraslavi a jako farář v pražských Čakovicích. Když byla uzavřena Karlova Univerzita a řada profesorů včetně Josefa Berana zavlečena do nacistických koncentračních táborů, přednášel Alexander Heidler pastorální teologii na pražském církevním učilišti.
Po válce doplnil svá studia ve švýcarském Fribourgu. Po znovuotevření Univerzity Karlovy byl povolán za asistenta prof. Berana. Když se Beran stal pražským arcibiskupem, Heidler po něm převzal vedení katedry pastorální teologie. Podílel se také na správě někdejší akademické farnosti Praha u sv. Salvátora..
Na podzim roku 1949 mu hrozila komunistická perzekuce, spolu se skupinou katolických studentů a intelektuálů skrze tzv. pražskou "Rodinu" byl vybrán pro soudní monstrproces s Katolickou akcí. Zatčení unikl v noci na 22. října 1949, kdy přes Šumavu odešel do Bavorska.

## V exilu
Zpočátku A. Heidler působil jako kaplan v bavorském městečku Lenggries. Zároveň byl aktivní mezi exulanty. Od února 1950 byl činný v duchovní práci mezi studenty a intelektuály v uprchlických táborech v Ludwigsburgu.
Od 1. května 1951 se stal redaktorem náboženských pořadů rozhlasové stanice Svobodná Evropa. Heidlerovy komentáře, vysílané pod jménem Otec Křišťan, se u posluchačů v Československu těšily oblibě pro svou vynikající jazykovou, politickou a intelektuální úroveň.
V roce 1965 přednesl kardinál Beran projev "O svobodě svědomí" na posledním zasedání 2. vatikánského koncilu v Římě, na kterém mě Heidler významný podíl.
Heidler se velmi aktivně účastnil i práce v čs. katolickém hnutí v exilu. Byl spoluzakladatelem Křesťanské akademie (Prien, Bavorsko). Dlouhá léta vedl jako ředitel českou katolickou misijní službu
ve Spolkové republice Německo, pro duchovní službu exulantům se snažil získat české kněze. Každý rok organizoval česká duchovní cvičení kněží. Psal do římského měsíčníku „Nový život" a do revue „Studie". Příležitostně posílal články a úvahy do exilových časopisů a německy vydal řadu statí o českém katolictví a postavení církve v Československu, např. ve sborníku „Bohemia Sacra" a v ročenkách „Kirche in Not".
Alexander Heidler zemřel náhle 3. srpna 1980 ve věku 63 let. Byl pochován na Lesním hřbitově v Mnichově.
| „            | Někdy byl až krutě upřímný – a nešetřil ani sám sebe. Nic nezakrýval, nepřetvařoval se, nesnažil se dělat lepším a chtěl, aby ho tak viděli i druzí. | “ |
| — Karel Fořt | |   |

## Ocenění
- 1991 – Řád Tomáše Garrigua Masaryka  in memoriam, III. třída

### Články
- Stalinismus v československé církevní politice a situace katolické církve (s A. Kratochvilem), Studie (Řím) 1965, č. 10
- Nad československou tragédií, Studie 1968, č. 16
- Ekumenický pohled na české duchovní dějiny, Studie 1972, č. 29
- O smyslu českých dějin, Studie 1977, č. 54